# Atlantis (HSK 2)
L'Atlantis fu un incrociatore ausiliario della Kriegsmarine che trovò impiego come nave corsara durante la seconda guerra mondiale, nel corso della quale fu conosciuto anche come HSK 2 (Hilfskreuzer 2 - incrociatore ausiliario 2) oppure "Schiff 16" presso la marina da guerra tedesca e come “Raider-C” presso l'Ammiragliato britannico.
Durante la seconda guerra mondiale venne impiegata nella guerra di corsa durante la quale affondò o catturò 22 navi per 144 384 t in una crociera durata circa 100 000 miglia. L'Atlantis venne affondata il 22 novembre 1941 dall'incrociatore britannico HMS Devonshire.
L'obiettivo principale di una nave corsara era attaccare il naviglio mercantile nemico: avvicinandosi il più possibile all'avversario sotto mentite spoglie, si esponeva improvvisamente la bandiera da guerra e si scoprivano le armi nascoste per coglierlo di sorpresa e costringerlo alla resa. Combattimenti contro navi da guerra dovevano essere invece evitati in quanto la potenza di fuoco ma soprattutto le strutture della nave non erano adeguate. Un obiettivo secondario era il rifornimento in mare di naviglio militare alleato, sia di superficie sia subacqueo.
Il successo della guerra di corsa si misura in tonnellaggio distrutto o catturato e nella durata della crociera stessa: l’Atlantis fu seconda solo alla nave Pinguin in termini di tonnellaggio e detiene il record della più lunga permanenza in mare di tutte le unità corsare tedesche in entrambe le guerre mondiali. Inoltre ebbe un effetto significativo sulle operazioni militari nell'estremo oriente, avendo intercettato importanti documenti segreti durante la cattura del piroscafo britannico SS Automedon.

## Impiego prebellico
Costruita nel 1937 dai cantieri Bremer Vulkan di Brema come nave da carico, fu inizialmente impiegata con il nome di Goldenfels dalla compagnia di navigazione DDG Hansa. Nel tardo 1939 venne requisita dalla Kriegsmarine, convertita in una nave da guerra con l'aggiunta di armamenti che potevano essere celati dietro finte sovrastrutture e ribattezzata Atlantis.

### Dettagli tecnici
L'Atlantis era lunga 155 metri, aveva un dislocamento di 17 600 t ed era manovrata da un equipaggio di 349 unità di cui 21 ufficiali e 328 marinai. Il suo apparato propulsivo era composto da due motori Diesel a 2 tempi che muovevano una singola elica e che le permettevano una velocità massima di 17,5 nodi ed un'autonomia di circa 60 000 miglia (a 10 nodi). Tale configurazione era ottimale per una nave corsara in quanto molto affidabile ed estremamente facile da esercire rispetto ad un impianto a vapore di uguale potenza.

### Successive modifiche ed armamento
Durante i lavori di conversione fu aggiunto il carico bellico, in particolare:
- 6 cannoni da 150 mm;
- 1 cannone da 75 mm a prua;
- 2 cannoncini antiaerei binati da 37 mm;
- 2 cannoncini antiaerei binati da 20 mm;
- 4 tubi lanciasiluri da 533 mm sotto la linea di galleggiamento;
- 92 mine navali in un apposito compartimento.

Fatta eccezione per due cannoni da 150 mm a poppa che erano nascosti da una gru e da un finto cassero, erano nascosti dietro finte murate mobili all'interno delle sovrastrutture e potevano essere rapidamente posti in azione per cogliere di sorpresa il naviglio nemico.
Venne dotata di due idrovolanti Heinkel He-114C posti in una stiva, di cui uno pronto all'uso mentre l'altro doveva essere assemblato. Gli idrovolanti furono sostituiti nel corso della missione da due più piccoli e performanti Arado Ar 196.
Nelle sue stive la nave portava anche una grande quantità di materiale per modificare la struttura e mimetizzarsi assumendo l'aspetto di navi di simili dimensioni ma battenti bandiera di paesi neutrali, in particolare:
- un finto fumaiolo;
- alberatura e picchi di carico ad altezza variabile;
- teloni e vernice;
- bandiere di nazioni non belligeranti;
- costumi per l'equipaggio.

Grazie a questo materiale l'Atlantis poteva adottare fino a 26 silhouette differenti per ingannare la caccia nemica.

## Impiego bellico
A dicembre del 1939 venne posta sotto il comando del Kapitän zur See Bernhard Rogge ma, a causa del ghiaccio, non poté lasciare il porto di Brema fino al 31 marzo 1940, quando la corazzata Hessen venne inviata come rompighiaccio per aprire una via verso il mare aperto.
L'Atlantis navigò attraverso i campi minati del Mare del Nord, tra Norvegia e Gran Bretagna, varcò il Circolo polare artico ed entrò nell'Oceano Atlantico attraverso il Canale di Danimarca, camuffata per assomigliare alla nave sovietica Krim: batteva infatti la bandiera dell'Unione Sovietica (neutrale al tempo), era decorata con il simbolo della falce e martello e recava a poppa la scritta “Attenzione all'elica” in russo ed in inglese.
Intorno al 25 aprile, passò l'Equatore e cambiò livrea, assumendo quella del cargo giapponese Kasii Maru: una grande K venne dipinta sul fumaiolo rosso per identificarla come una nave appartenente alla Kokusai Line; inoltre era decorata con simboli del sol levante e recava scritte in giapponese sulla poppa.

### Atlantico
Il 2 maggio il corsaro tedesco incontrò una nave di linea inglese, la SS City of Exeter, che tuttavia venne risparmiata poiché il comandante Rogge temeva di provocare molte vittime tra i passeggeri civili. Mentre la nave inglese si allontanava, venne intercettata una segnalazione alla Royal Navy sull'attività sospetta di un mercantile giapponese.
Il 3 maggio l'Atlantis fece la sua prima vittima, un cargo inglese chiamato Scientist che trasportava minerali di ferro e iuta. La nave tedesca si avvicinò, issò la bandiera da guerra della Kriegsmarine e segnalò visivamente di fermare le macchine e non usare la radio, sparando anche un colpo di avvertimento. Tuttavia il comandante inglese iniziò a trasmettere una richiesta di soccorso e tentò di disimpegnarsi, ma una seconda salva da parte della nave tedesca colpì il locale caldaie, costringendolo alla resa. Tra i 78 membri dell'equipaggio vi fu una vittima, mentre gli altri 77 vennero imprigionati e la nave affondata.

### Capo Agulhas
Continuando a procedere verso sud, la nave corsara doppiò il Capo di Buona Speranza e raggiunse il Capo Agulhas il 10 maggio. In questa zona posò con successo un campo minato esaurendo tutte le mine imbarcate. Tuttavia il campo minato fu rapidamente scoperto in seguito al comunicato radio della propaganda tedesca in cui si vantava l'affondamento di molte unità nemiche ad opera di un campo minato posato da un corsaro tedesco che operava nel giardino sul retro (lett. “its own backyard“) della Royal Navy. Successivamente fu intercettato un messaggio di allerta proveniente da Ceylon, basato sulla segnalazione della City of Exeter, in cui si avvisava la presenza di un corsaro tedesco camuffato da nave giapponese.
L'Atlantis fece quindi rotta per l'Oceano Indiano, assumendo l'aspetto della nave mercantile olandese MV Abbekerk.

### Oceano Indiano
Il 10 giugno 1940 l'Atlantis catturò la motonave norvegese Tirranna dopo un cannoneggiamento durato 3 ore. La nave risultò essere carica di rifornimenti per le truppe australiane che combattevano nel Medio Oriente e venne quindi inviata in Francia come preda di guerra.
L'11 luglio venne abbordata la nave di linea City of Baghdad, a bordo della quale i marinai tedeschi trovarono documenti contenenti codici di comunicazioni per le navi mercantili alleate, oltre ad un report completo inviato dalla City of Exeter in cui l'Atlantis era descritta in dettaglio, confermando che “l'identità giapponese” della nave non era stata efficace. Rapidamente il comandante Rogge fece modificare il profilo della nave, aggiungendo due nuovi picchi di carico.
Il 13 luglio l'Atlantis incontrò la nave passeggeri Kemmendine, diretta a Burma, il cui equipaggio aprì il fuoco con un cannone da 75 mm, ma fu rapidamente sopraffatta dalla corsara tedesca. Tutti i passeggeri e l'equipaggio furono presi prigionieri e la nave venne affondata.
In agosto l'Atlantis affondò la Talleyrand, una gemella della Tirranna. Successivamente incontrò il cargo King City che trasportava carbone e che venne erroneamente scambiata per una Q-ship inglese a causa dei bruschi cambi di rotta. Successivamente si scoprì che tale andatura era dovuta a problemi tecnici agli organi di manovra. La nave venne duramente colpita da tre cannonate che causarono cinque morti.
Durante il mese di settembre la corsara tedesca catturò le navi Athelking, Benarty e Commissaire Ramel, che vennero affondate successivamente al trasferimento di prigionieri, rifornimenti e documenti. In ottobre venne catturata la nave iugoslava Durmitor, che trasportava un carico di sale. La Jugoslavia era neutrale al tempo, ma il comandante Rogge era pressato dalla necessità di liberarsi di un gran numero di prigionieri di guerra raccolti dalle precedenti catture: la nave venne catturata poiché nel viaggio precedente aveva trasportato carbone per gli Alleati, da Cardiff ad Orano. Furono trasferiti 260 prigionieri ed i documenti delle navi catturate e, con un equipaggio tedesco di 14 uomini, venne inviata verso la Somalia, che era sotto il controllo italiano. La nave vi giunse dopo un viaggio, durato 5 settimane, in cui l'equipaggio dovette affrontare molti problemi, tra cui la mancanza di combustibile.
Nella prima metà di novembre l'Atlantis, presentandosi come HMS Anthenor, catturò due petroliere norvegesi, la Teddy e la Ole Jacob.

#### La cattura dellaAutomedoned il suo carico segreto
L'11 novembre il corsaro tedesco entrò in contatto con la nave da carico Automedon a circa 250 miglia a nordovest di Sumatra e cercò di fermarla sparando un colpo di avvertimento. Tuttavia il radio operatore inglese iniziò a trasmettere di essere sotto attacco da parte di una nave corsara, forzando l'attaccante ad un pesante cannoneggiamento che distrusse il ponte di comando, le scialuppe e gli alloggi dell'Automedon, causando sei morti e dodici feriti. I tedeschi arrembarono la nave danneggiata e trovarono quindici sacchi di posta per il British Far East Command, classificata Top Secret, che comprendevano tabelle di decodificazione, report dell'intelligence della marina, ordini di flotta ed istruzioni di artiglieria. Trovarono inoltre una piccola borsa marcata come “Altamente confidenziale” contenente un report per il Comandante in Capo dell'Estremo Oriente, Robert Brooke Popham. La borsa doveva essere gettata fuori bordo se la nave fosse stata a rischio di cattura, ma i responsabili erano feriti o deceduti e non erano riusciti ad adempiere il loro dovere. Il report conteneva una valutazione della potenza militare dell'impero giapponese nell'estremo oriente, dettagli relativi agli squadroni della RAF, valutazioni di potenza navale e note sulle difese di Singapore. Il report dipingeva un quadro a tinte fosche sulle capacità militari marine e terrestri inglesi nell'estremo oriente e dichiarava che l'Inghilterra era troppo debole per rischiare la guerra con il Giappone.
La preda fu affondata ed il comandante Rogge realizzò ben presto l'importanza del materiale catturato. Trasferì il tutto sulla petroliera Ole Jacob precedentemente catturata e la pose al comando del tenente Paul Kamenz con l'ordine di fare rotta per Kōbe, dove arrivarono il 4 dicembre 1940 dopo un viaggio privo di eventi.
La documentazione arrivò all'ambasciata tedesca in Tokyo il giorno seguente e l'attaché navale Paul Wenneker ne spedì un sunto a Berlino via telegrafo, mentre l'originale venne portato a mano dallo stesso Kamenz attraverso la Ferrovia Transiberiana. Una copia venne data ai giapponesi, che ne trassero un grande profitto nella pianificazione delle ostilità contro le potenze occidentali. Per questa motivazione Rogge venne ricompensato con una spada Samurai finemente decorata, un dono di grande prestigio che venne elargito solamente a Hermann Göring ed al feldmaresciallo Erwin Rommel.
Successivamente alla lettura del rapporto catturato, il 7 dicembre 1941 l'ammiraglio giapponese Yamamoto scrisse al ministro della marina affermando che, se il Giappone avesse ridotto all'impotenza gli Stati Uniti d'America, le altre forze Alleate nel teatro del Pacifico sarebbero state troppo deboli per resistere. Si crede che tra le conseguenze della cattura dei report sull'Automedon vi siano l'attacco a sorpresa di Pearl Harbor e la battaglia che portò alla caduta di Singapore.

### Isole Kerguelen ed Africa
Nel periodo di Natale del 1940 l'Atlantis trovò rifugio nell'arcipelago delle isole Kerguelen, al tempo disabitate, per effettuare lavori di manutenzione ed approvvigionarsi di acqua. La prima vittima di guerra della nave capitò in questa occasione, quando il marinaio Bernhard Herrmann precipitò dal fumaiolo mentre lo stava dipingendo. Venne quindi sepolto in quella che venne definita "la più meridionale sepoltura militare tedesca" della seconda guerra mondiale.
Verso la fine di gennaio del 1941, l'Atlantis riprese la guerra di corsa ed affondò la nave inglese Mandasor e catturò la Speybank al largo delle coste orientali dell'Africa. Successivamente, il 2 febbraio, venne catturata la petroliera norvegese Ketty Brøvig, il cui carico venne utilizzato per rifornire la stessa Atlantis. In seguito avvennero due incontri in alto mare con l'incrociatore tedesco Admiral Scheer ed il sommergibile italiano Perla. Il Perla era partito dal porto di Massaua al comando del tenente di vascello Bruno Napp e stava cercando di raggiungere la base BETASOM nei pressi di Bordeaux doppiando il Capo di Buona Speranza. Il comandante Rogge annotò nelle sue memorie che, vedendo il piccolo sommergibile costiero ed il suo equipaggio emaciato, espresse le sue perplessità sulla missione, suggerendo di raggiungere il Brasile o l'Argentina ed arrendersi. Nel racconto del comandante tedesco, Napp declinò con gentilezza il suggerimento, affermando che avrebbe fatto tutto il possibile per obbedire agli ordini, ottenendone grande ammirazione.

### Ritorno in Atlantico
In aprile la corsara tedesca ritornò nell'Oceano Atlantico, dove catturò, il giorno 17, la nave egiziana Zamzam, che però fu erroneamente scambiata per una Q-ship e cannoneggiata da grande distanza. Furono presi oltre 200 prigionieri di guerra, tra cui missionari ed autisti di ambulanza. Tra i prigionieri vi erano anche Charles J.V. Murphy, editore del giornale Fortune, e David E. Scherman, un fotografo della rivista Life. I tedeschi permisero a Scherman di fare fotografie e, nonostante fosse stato perquisito allo sbarco, riuscì fortunosamente a rientrare a New York portando con sé quattro rullini. Le fotografie aiutarono in seguito l'ammiragliato inglese ad identificare ed affondare l'Atlantis.

### Oceano Pacifico
Come conseguenza della caccia alla corazzata tedesca Bismarck da parte degli Alleati, il Nord Atlantico era affollato di navi da guerra, per cui il comandante tedesco abbandonò il piano originale di ritornare in Germania e si diresse nell'Oceano Pacifico. In questo periodo affondò le navi inglesi Rabaul, Trafalgar, Tottenham e Balzac. Il 10 settembre, ad est della Nuova Zelanda, venne catturata la motonave norvegese Silvaplana.
Successivamente incrociò nella Polinesia Francese, tra le isole Tubuai e l'arcipelago Tuamotu. All'insaputa delle autorità francesi, marinai tedeschi sbarcarono sull'isola di Vanavana e scambiarono beni con i suoi abitanti. La zona di caccia venne quindi spostata nell'area tra le isole Pitcairn ed Henderson, dove l'idrovolante della nave effettuò numerosi voli di ricognizione senza avvistare alcuna nave. Il 19 ottobre l'Atlantis fece rotta verso l'Oceano Atlantico, doppiando Capo Horn dieci giorni dopo.

## Ultime azioni
A metà ottobre venne ordinato all'Atlantis di incontrarsi con il sommergibile U-68 500 miglia a sud di Sant’Elena per rifornirlo e successivamente di procedere all'incontro con il sommergibile U-126 a nord dell'isola di Ascensione. L'incontro con il primo sommergibile avvenne il 13 novembre e con il secondo tra il 21 ed il 22 novembre. Le istruzioni inviate all'U-126 tuttavia furono intercettate e decifrate dal servizio di decrittazione alleato operante a Bletchley Park che ne informò l'ammiragliato inglese, il quale a sua volta ordinò all'incrociatore pesante HMS Devonshire di intercettare il corsaro tedesco.

### Affondamento
All'alba del 22 novembre 1941 l'Atlantis, mentre era impegnata nelle operazioni di rifornimento del sommergibile, avvistò la nave da guerra inglese. L'U-126 si immerse, lasciando il proprio comandante a bordo della nave corsara, la quale si identificò come la nave olandese Polyphemus. Tuttavia, dopo meno di un'ora, l'incrociatore britannico ricevette la conferma della falsa identità fornita dalla nave ed attaccò con i suoi cannoni da 200 mm da una distanza di circa 9 miglia, al di fuori della portata dei cannoni dell'Atlantis. La seconda e la terza bordata colpirono la nave tedesca, causando la morte di sette marinai. Il comandante Rogge diede ordine di abbandonare la nave che egli stesso lasciò per ultimo. Successivamente le munizioni esplosero e la nave affondò di prua.
L'incrociatore inglese lasciò l'area per timore di essere a sua volta attaccato dal sommergibile presente in zona, che effettivamente riemerse e prese a bordo tutti gli uomini possibili, mentre gli altri furono costretti sulle scialuppe che vennero prese a rimorchio. Il convoglio fece rotta per il Brasile, che era neutrale, e due giorni dopo si incontrò con la nave rifornimento tedesca Python. Il 1º dicembre, mentre la Python stava rifornendo due sommergibili, l'U-126 e l'U-A, avvistò la HMS  Dorsetshire, un altro incrociatore pesante inviato alla ricerca delle navi corsare tedesche. I sommergibili si immersero prontamente mentre l'equipaggio della Python autoaffondava la nave. La Dorsetshire lasciò la zona e l'equipaggio fu recuperato al largo delle isole di Capo Verde dall'azione congiunta del sommergibile italiano Enrico Tazzoli, comandato da Carlo Fecia di Cossato, e di altri tre sommergibili italiani: il Luigi Torelli, al comando di De Giacomo, il Pietro Calvi, del comandante Olivieri, ed il Giuseppe Finzi, del comandante Giudice, oltre ai sommergibili tedeschi U-Boot 126, U-Boot 124 e U-Boot 129.

## Affondamenti
| Navi affondate dall'Atlantis |                   |                 |               |                   |              |           |
| Numero                       | Nome              | Tipo            | Nazionalità   | Data              | Dislocamento | Destino   |
| 1                            | Scientist         | Nave cargo      | Gran Bretagna | 3 maggio 1940     | 6.200 t      | Affondata |
| 2                            | Tiranna           | Nave cargo      | Norvegia      | 10 giugno 1940    | 7.230 t      | Catturata |
| 3                            | City of Baghdad   | Nave cargo      | Gran Bretagna | 11 luglio 1940    | 7.505 t      | Affondata |
| 4                            | Kemmendine        | Nave passeggeri | Gran Bretagna | 13 luglio 1940    | 7.770 t      | Affondata |
| 5                            | Talleyrand        | Motonave        | Norvegia      | 2 agosto 1940     | 6.730 t      | Affondata |
| 6                            | King City         | Nave cargo      | Gran Bretagna | 24 agosto 1940    | 4.745 t      | Affondata |
| 7                            | Athelking         | Petroliera      | Gran Bretagna | 9 settembre 1940  | 9.550 t      | Affondata |
| 8                            | Benarty           | Nave cargo      | Gran Bretagna | 10 settembre 1940 | 5,800 t      | Affondata |
| 9                            | Commissaire Ramel | Nave passeggeri | Francia       | 20 settembre 1940 | 10.060 t     | Affondata |
| 10                           | Durmitor          | Nave cargo      | Yugoslavia    | 22 ottobre 1940   | 5.620 t      | Catturata |
| 11                           | Teddy             | Petroliera      | Norvegia      | 9 novembre 1940   | 6.750 t      | Affondata |
| 12                           | Ole Jacob         | Petroliera      | Norvegia      | 10 novembre 1940  | 8.305 t      | Catturata |
| 13                           | Automedon         | Nave cargo      | Gran Bretagna | 11 novembre 1940  | 7.530 t      | Affondata |
| 14                           | Mandasor          | Nave cargo      | Gran Bretagna | 24 gennaio 1941   | 5.145 t      | Affondata |
| 15                           | Speybank          | Nave cargo      | Gran Bretagna | 31 gennaio 1941   | 5.150 t      | Catturata |
| 16                           | Ketty Brövig      | Nave cargo      | Norvegia      | 2 febbraio 1941   | 7.300 t      | Catturata |
| 17                           | Zamzam            | Nave passeggeri | Egitto        | 17 aprile 1941    | 8.300 t      | Affondata |
| 18                           | Rabaul            | Nave cargo      | Gran Bretagna | 14 maggio 1941    | 6.810 t      | Affondata |
| 19                           | Trafalgar         | Nave cargo      | Gran Bretagna | 24 maggio 1941    | 4.530 t      | Affondata |
| 20                           | Tottenham         | Nave cargo      | Gran Bretagna | 17 giugno 1941    | 4.760 t      | Affondata |
| 21                           | Balzac            | Nave cargo      | Gran Bretagna | 23 giugno 1941    | 5.375 t      | Affondata |
| 22                           | Silvaplana        | Motonave        | Norvegia      | 10 settembre 1941 | 4.790 t      | Catturata |
|                              | Totale:           |                 |               |                   | 145.960 t    |           |

## Filmografia
- Sotto dieci bandiere, regia di Duilio Coletti (1960)